# Ichupampa
Ichupampa es una localidad peruana ubicada en la región Arequipa, provincia de Caylloma, distrito de Ichupampa. Se encuentra a una altitud de 3397 m s. n. m. Tiene una población de 737 habitantes en 1993.
El ciudad de Ichupampa fue declarado monumento histórico del Perú el 30 de junio de 1986 mediante el RivI.N° 329-86-ED.
En agosto de 2016 un sismo causó daño a 150 casas de adobe y la iglesia principal.

## Clima
| Parámetros climáticos promedio de Ichupampa | Parámetros climáticos promedio de Ichupampa | Parámetros climáticos promedio de Ichupampa | Parámetros climáticos promedio de Ichupampa | Parámetros climáticos promedio de Ichupampa | Parámetros climáticos promedio de Ichupampa | Parámetros climáticos promedio de Ichupampa | Parámetros climáticos promedio de Ichupampa | Parámetros climáticos promedio de Ichupampa | Parámetros climáticos promedio de Ichupampa | Parámetros climáticos promedio de Ichupampa | Parámetros climáticos promedio de Ichupampa | Parámetros climáticos promedio de Ichupampa | Parámetros climáticos promedio de Ichupampa |
| Mes                                         | Ene.                                        | Feb.                                        | Mar.                                        | Abr.                                        | May.                                        | Jun.                                        | Jul.                                        | Ago.                                        | Sep.                                        | Oct.                                        | Nov.                                        | Dic.                                        | Anual                                       |
| ------------------------------------------- | ------------------------------------------- | ------------------------------------------- | ------------------------------------------- | ------------------------------------------- | ------------------------------------------- | ------------------------------------------- | ------------------------------------------- | ------------------------------------------- | ------------------------------------------- | ------------------------------------------- | ------------------------------------------- | ------------------------------------------- | ------------------------------------------- |
| Temp. máx. media (°C)                       | 17.6                                        | 17.6                                        | 17.2                                        | 17.9                                        | 17.5                                        | 17.2                                        | 16.7                                        | 17.6                                        | 18.3                                        | 19.6                                        | 19.4                                        | 18.6                                        | 17.9                                        |
| Temp. media (°C)                            | 10.3                                        | 10.6                                        | 10.2                                        | 9.5                                         | 7.9                                         | 7.3                                         | 6                                           | 6.3                                         | 8.2                                         | 9.3                                         | 9.7                                         | 10.3                                        | 8.8                                         |
| Temp. mín. media (°C)                       | 3.1                                         | 3.7                                         | 3.3                                         | 1.1                                         | -1.7                                        | -2.5                                        | -4.7                                        | -4.9                                        | -1.9                                        | -0.9                                        | 0                                           | 2.1                                         | -0.3                                        |
| Fuente: climate-data.org                    |                                             |                                             |                                             |                                             |                                             |                                             |                                             |                                             |                                             |                                             |                                             |                                             |                                             |

## Lugares de interés
- Templo San Juan Bautista de Ichupampa[8][9][10][11]
- Andenerias de Ichupampa[2]